# العلاقات التشيلية الفيتنامية
العلاقات التشيلية الفيتنامية هي العلاقات الثنائية التي تجمع بين تشيلي وفيتنام.

## مقارنة بين البلدين
هذه مقارنة عامة ومرجعية للدولتين:
| وجه المقارنة                                              | تشيلي                         | فيتنام           |
| --------------------------------------------------------- | ----------------------------- | ---------------- |
| المساحة (كم2)                                             | 756.10 ألف                    | 331.69 ألف       |
| عدد السكان (نسمة)                                         | 17.37 مليون                   | 94.66 مليون      |
| الكثافة السكانية (ن./كم²)                                 | 22.97                         | 285.39           |
| العاصمة                                                   | سانتياغو                      | هانوي            |
| اللغة الرسمية                                             | اللغة الإسبانية               | اللغة الفيتنامية |
| العملة                                                    | بيزو تشيلي، وحدة حساب تشيلية ‏ | دونغ فيتنامي     |
| الناتج المحلي الإجمالي (بليون دولار)                      | 277.08 مليار                  | 234.19 مليار     |
| الناتج المحلي الإجمالي (تعادل القوة الشرائية) بليون دولار | 419.39 مليار                  | 553.42 مليار     |
| الناتج المحلي الإجمالي الاسمي للفرد دولار أمريكي          | 13.42 ألف                     | 2.48 ألف         |
| الناتج المحلي الإجمالي للفرد دولار أمريكي                 | 22.07 ألف                     | 5.63 ألف         |
| مؤشر التنمية البشرية                                      | 0.832                         | 0.666            |
| رمز المكالمات الدولي                                      | +56                           | +84              |
| رمز الإنترنت                                              | .cl                           | .vn              |
| المنطقة الزمنية                                           | 00، 00، 00، 00                | ت ع م+07:00      |

## منظمات دولية مشتركة
يشترك البلدان في عضوية مجموعة من المنظمات الدولية، منها:
| علم المنظمة | اسم المنظمة                                      | تاريخ انضمام تشيلي | تاريخ انضمام فيتنام |
| ----------- | ------------------------------------------------ | ------------------ | ------------------- |
|             | وكالة ضمان الاستثمار متعدد الأطراف               | 12 أبريل 1988      | 5 أكتوبر 1994       |
|             | منظمة الشرطة الجنائية الدولية                    | ?                  | ?                   |
|             | منتدى التعاون الاقتصادي لدول آسيا والمحيط الهادئ | 11 نوفمبر 1994     | 15 نوفمبر 1998      |
|             | منظمة حظر الأسلحة الكيميائية                     | ?                  | ?                   |
|             | منظمة التجارة العالمية                           | ?                  | 11 يناير 2007       |
|             | الفريق المعني برصد الأرض                         | ?                  | ?                   |
|             | الأمم المتحدة                                    | 24 أكتوبر 1945     | 20 سبتمبر 1977      |
|             | مؤسسة التمويل الدولية                            | 15 أبريل 1957      | 4 أغسطس 1967        |
|             | يونسكو                                           | 7 يوليو 1953       | 6 يوليو 1951        |
|             | مؤسسة التنمية الدولية                            | 30 ديسمبر 1960     | 24 سبتمبر 1960      |
|             | البنك الدولي للإنشاء والتعمير                    | 31 ديسمبر 1945     | 21 سبتمبر 1956      |
|             | المنظمة الهيدروغرافية الدولية                    | ?                  | ?                   |
|             | الاتحاد البريدي العالمي                          | ?                  | ?                   |
|             | الاتحاد الدولي للاتصالات                         | 1908               | 24 سبتمبر 1951      |

## وصلات خارجية
- موقع وزارة الخارجية التشيلية
- موقع وزارة الخارجية الفيتنامية